# Triplochiton

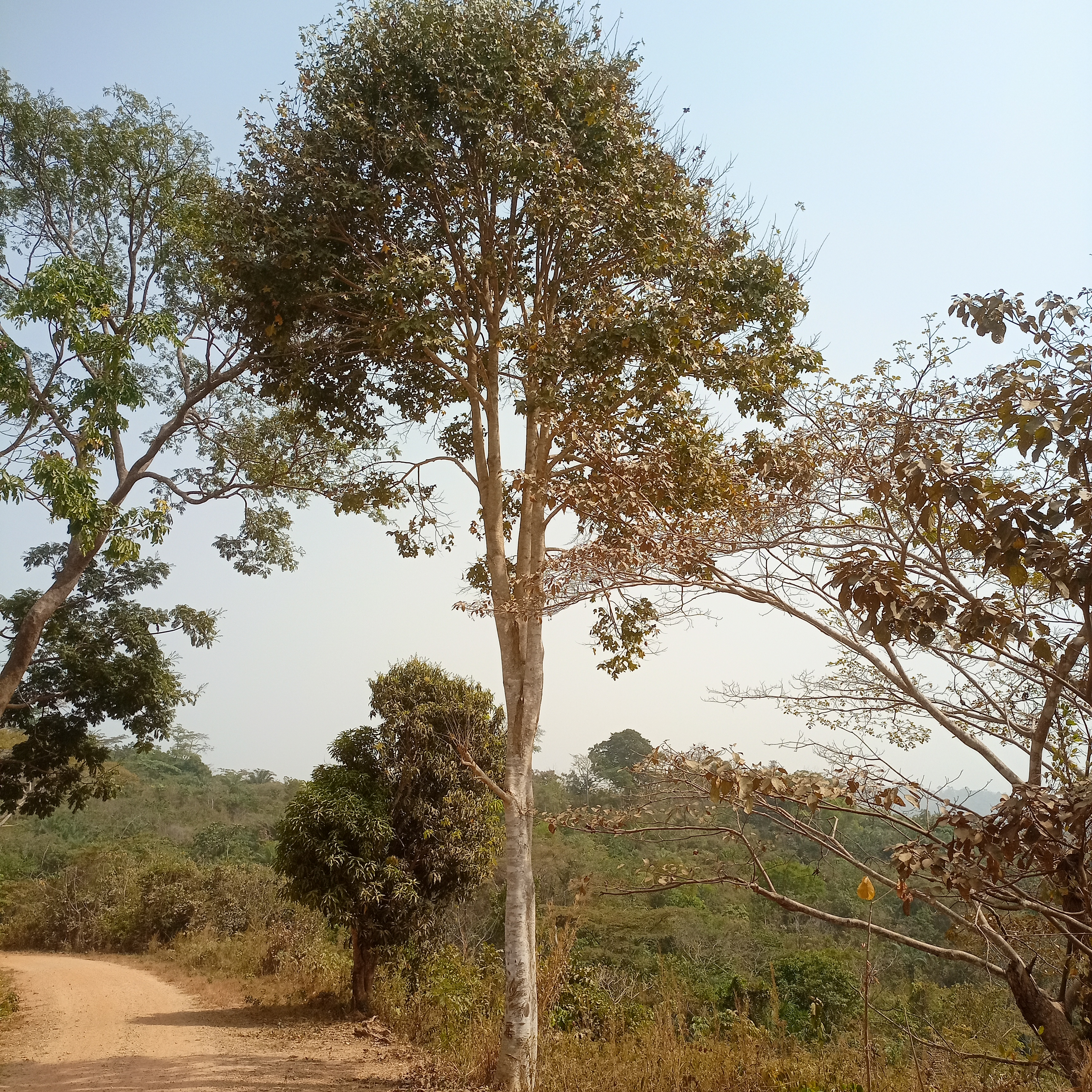
Espécimen de la especie Triplochiton scleroxylon

Triplochiton  es un género de plantas fanerógamas de la familia Malvaceae con siete especies. Es originario del África tropical. 
Fue descrito por Karl Moritz Schumann y publicado en Botanische Jahrbücher für Systematik, Pflanzengeschichte und Pflanzengeographie  28: 330, en el año 1900. La especie tipo es Triplochiton scleroxylon K.Schum.

## Especies
- Triplochiton johnsoni
- Triplochiton nigericum
- Triplochiton scleroxylon
- Triplochiton setosa
- Triplochiton spathacea
- Triplochiton zambesiacus